# 名探偵ポアロ:ベネチアの亡霊
『名探偵ポアロ：ベネチアの亡霊』（めいたんていポアロ ベネチアのぼうれい、原題: A Haunting in Venice）は、2023年に公開されたアメリカ合衆国のミステリ映画。
アガサ・クリスティ作のエルキュール・ポアロシリーズ『ハロウィーン・パーティ』（1969年発表）の映画化で、『オリエント急行殺人事件』、『ナイル殺人事件』に次ぐケネス・ブラナー監督・主演の映画エルキュール・ポアロシリーズの第3作目。

## ストーリー
第二次世界大戦終戦直後のイタリア・ヴェネツィア。そこのとある館では、かつて病の流行によって閉ざされた子供の霊が、医者や看護師に祟るという言い伝えがあった。一線を退いた名探偵エルキュール・ポアロは、そこで行われた降霊会で客が殺害された事件を解決することに。

## キャスト
※括弧内はWOWOWで放送予定の日本語吹替版キャスト。
- エルキュール・ポアロ：ケネス・ブラナー（広瀬彰勇）

世界一の名探偵。現在は引退し、ベネチアでボディーガードを雇い、隠遁生活を送っている。一線を退いても世間の知名度は高く、自宅には連日依頼が訪れているがすべて断っていた。そんな中、旧友オリヴァに頼まれたことでロウィーナ・ドレイクの屋敷のハロウィン・パーティおよび降霊会に訪れる。
2度の世界大戦を経験したことに加えて、前作や戦争で大切な人物を失ったことで人付き合いを避けており、「友人はいない」と語る。それに伴い、自信家な面や探偵としての態度が抑えられている。また、あるシーンは原作のジョイス・レノルズが辿った末路のアレンジである。
- アリアドニ・オリヴァ：ティナ・フェイ[2][5]（山崎美貴）

ポアロの旧友でミステリー小説作家。出版した30作のうち27作がベストセラーになったほどの実績を持つが、近年の3作品は出来が悪く売れていない。作家として返り咲くことを目的とし、新作のアイデアを得るためポアロに協力を要請する。
- ロウィーナ・ドレイク：ケリー・ライリー（園崎未恵）

元・オペラ歌手で屋敷の持ち主。娘のアリシアを亡くしている。
何よりも愛していた娘の霊と対話するために、レイノルズに降霊会を依頼する。
ポジション的には原作のマイケル・ガーフィールドに相当するところもある。
- アリシア・ドレイク：ローワン・ロビンソン

ロウィーナの娘。屋敷のバルコニーから落下して死亡し、警察は自殺と判断した。
生前は母との仲は良く明るい少女だったが、婚約していたマキシムと破談となり晩年は精神を病んでいたようだ。
完全なオリジナルキャラクターだが、実質的なヒロインという点では原作のミランダ・バトラーを彷彿とさせる。
- マキシム・ジェラード：カイル・アレン（羽多野渉）

何者かによって降霊会に招待された若きシェフ。アリシアの婚約者だったが、解消して別の裕福な女性と婚約した。そのことでロウィーナからは敵視されていた上に、利己的な行動が目立って周囲を苛立たせていたが、後に婚約破棄の真実や現在に至るまでの原因が明らかになる。
実質的なヒロインと関わる点では原作のマイケル・ガーフィールドに相当するが、その本質や結末は大きく異なる。
- オルガ・セミノフ：カミーユ・コッタン（魏涼子）

ドレイク家の家政婦。アリシアの生前、彼女を娘のように想っていた。
職業としては、原作のミセス・カールトンに相当。また、原作とは結末が変更されている。
- ドクター・レスリー・フェリエ：ジェイミー・ドーナン[2][5]（三木眞一郎）

ドレイク家の主治医である医師。ある事情から精神が不安定であり、息子のレオポルドに安定薬を常備させている。
医師という点では原作のファーガソン博士に相当するが…
演じるドーナンはブラナーの監督作品『ベルファスト』で主人公の父親役を担当。
- レオポルド・フェリエ：ジュード・ヒル（英語版）

ドクター・フェリエの息子。10歳だが早熟で、達観した雰囲気を持つ謎めいた少年。父との仲は良好。
原作のレオポルド・レノルズをアレンジしたキャラクターだが、結末は異なる。
演じるヒルはブラナーの監督作品『ベルファスト』で主人公役を担当。
- ヴィターレ・ポルトフォリオ：リッカルド・スカマルチョ

ポアロのボディーガードを務める屈強な男性。元・警部。
原作のバート・スペンスに相当するオリジナルキャラクター。
- ジョイス・レイノルズ：ミシェル・ヨー[2][5][6]（塩田朋子）

降霊術を操る霊能力者。ハロウィン・パーティーの夜に降霊会を行う。
原作と同名かつ大まかな役割は同じだが、年齢や職業、末路までのプロセスが変更されている。
- ニコラス・ホランド：アリ・カーン

レイノルズの助手。デスデモーナの異母兄弟。
原作のニコラス・ランサムに相当するが、一部設定はレズリー・フェリアのものの流用。
- デズデモーナ・ホランド：エマ・レアード（英語版）

レイノルズの助手。ニコラスの異母姉妹。原作でも同名の人物が登場しているが、一部設定はレズリー・フェリアのものをアレンジしている。